# Вінссен
Вінссен (нід. Winssen) — село в нідерландській провінції Гелдерланд, на південному березі річки Вааль. Входить до муніципалітету Бенінген.
Уперше згадується у тексті 1153 року як Вінісен (нід. Winisen). Раніше мало статус окремого муніципалітету, доки 1818 року не було приєднане до Евейка.

## Галерея

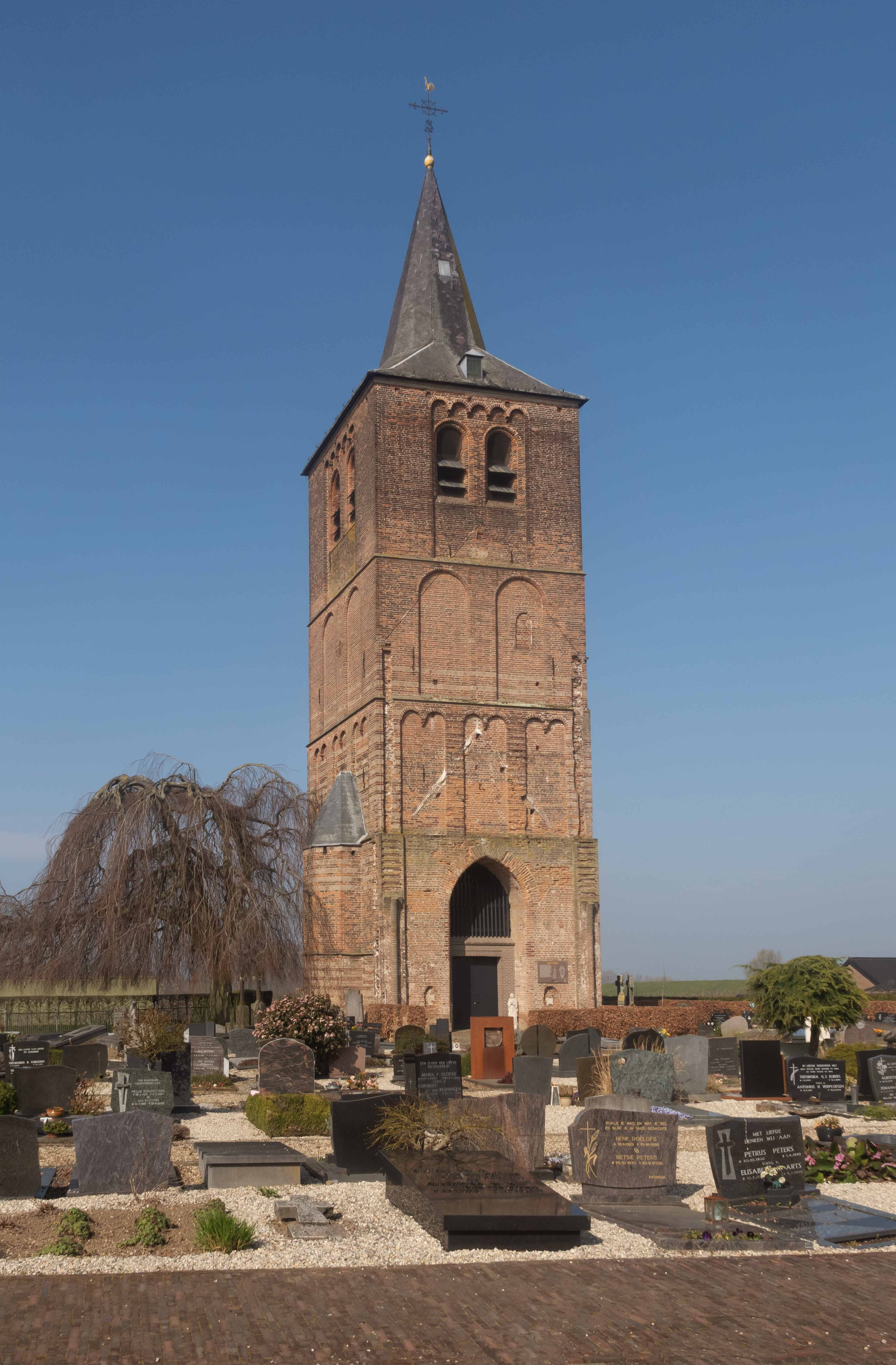
Башта біля церковного подвір'я
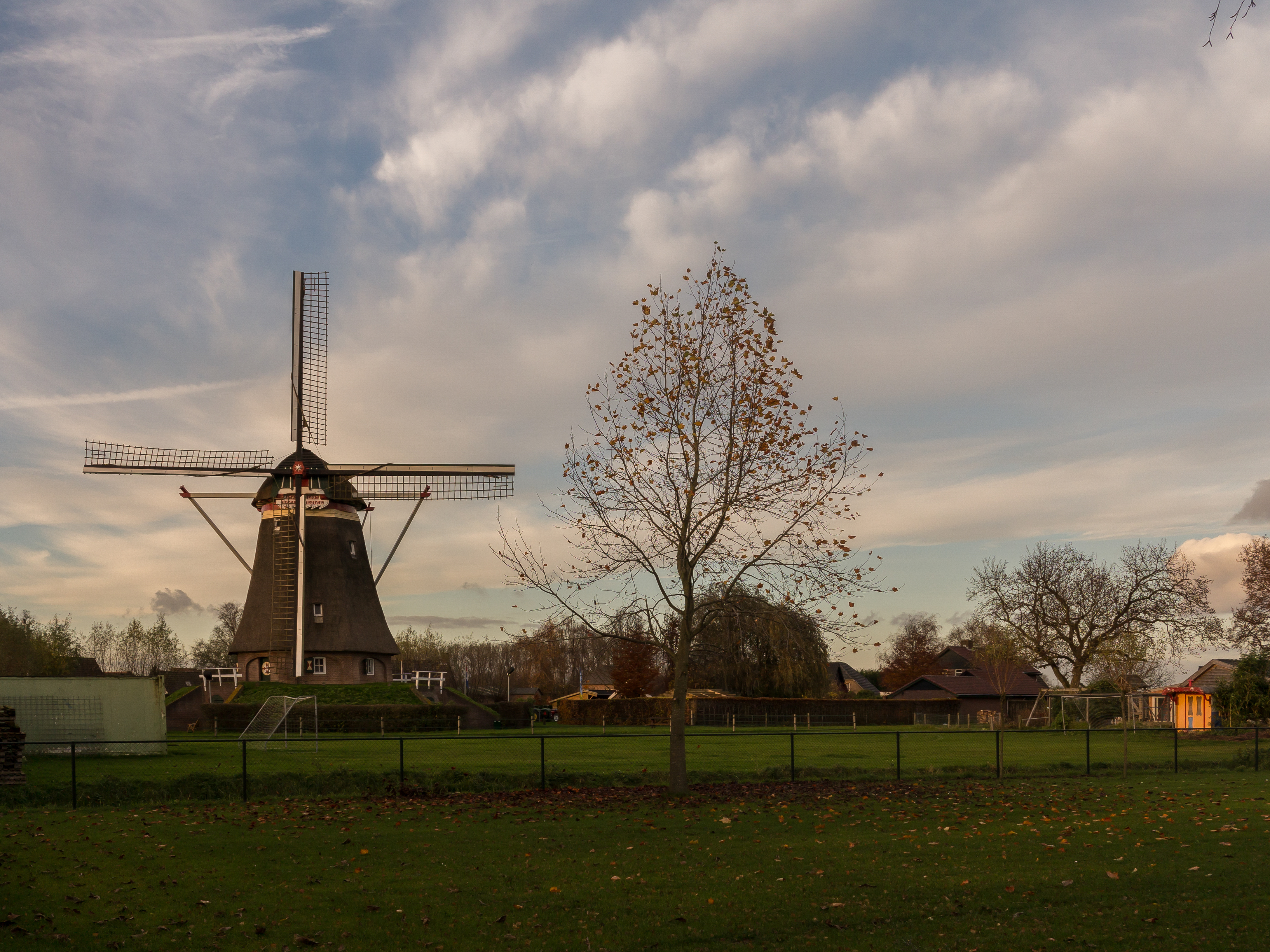
Вітряк у Вінссені
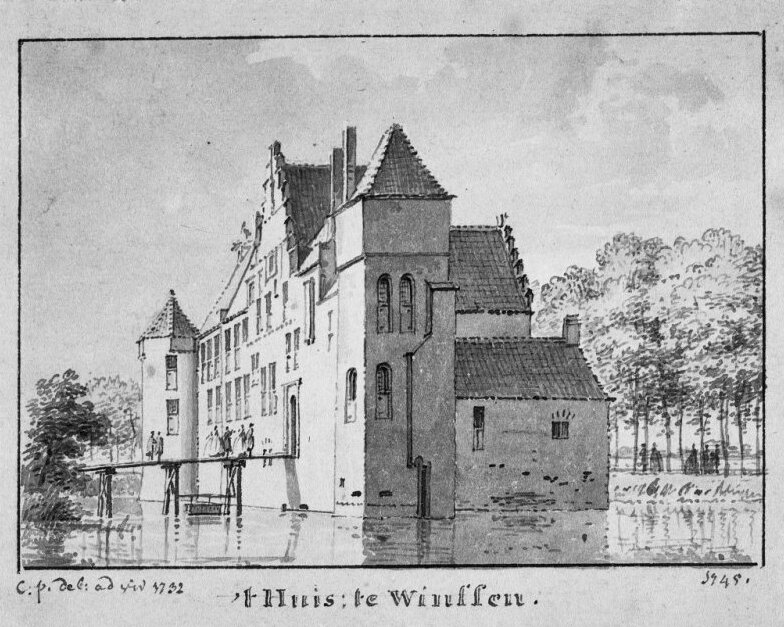
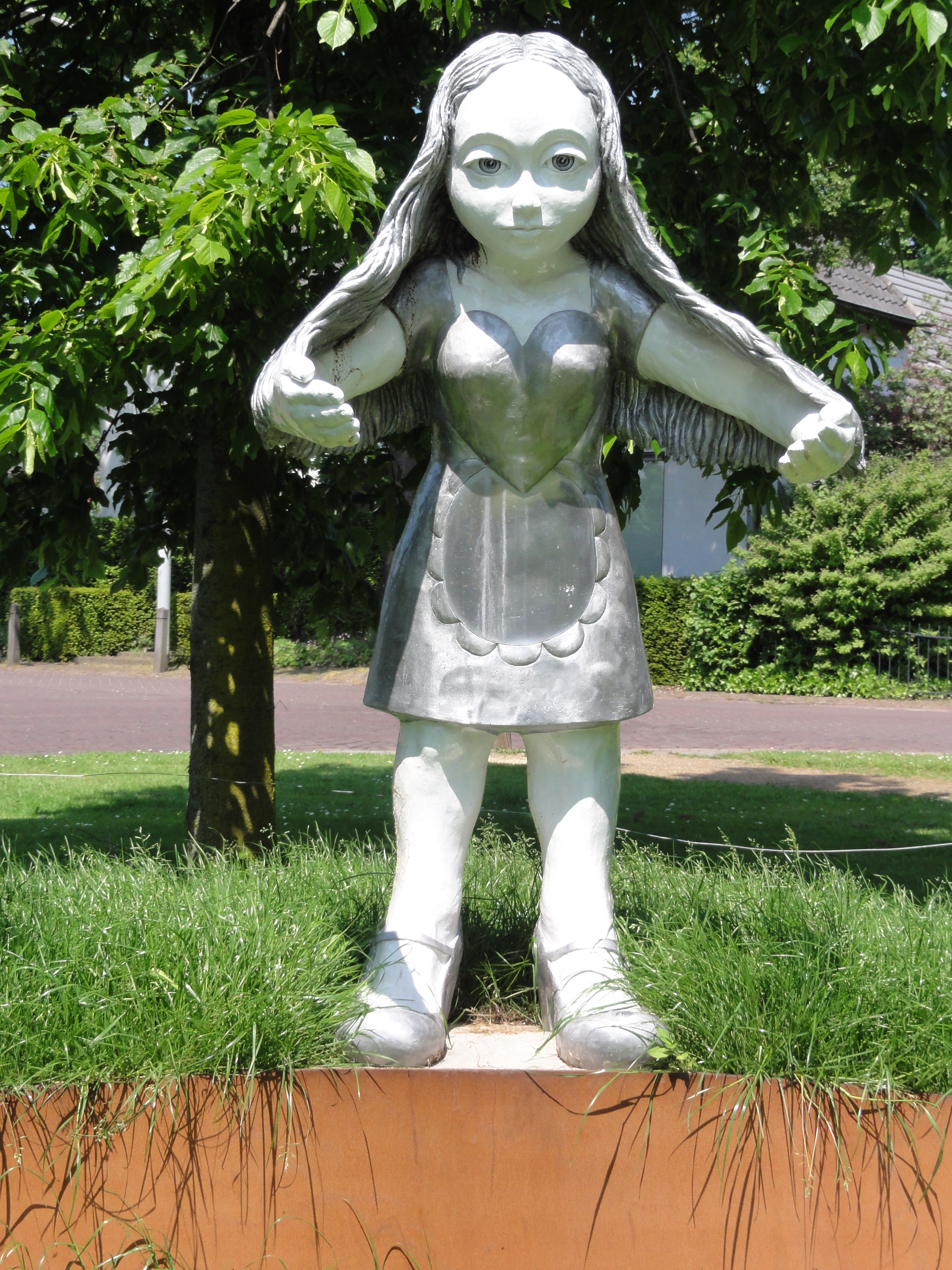
Статуя Інеке Кагмана